# Estación de Exelmans
La estación de Exelmans es una estación del metro de París situada en el XVI Distrito de la ciudad, al oeste de la capital. Pertenece a la línea 9. 

## Historia
Fue inaugurada el 8 de noviembre de 1922 dentro del tramo inicial de la línea 9 que unía Exelmans con Trocadéro. Sólo se mantuvo como terminal de línea durante unos meses ya que rápidamente la línea fue extendida hacia el sur. 
Debe su nombre al militar francés Rémi Joseph Isidore Exelmans fallecido en 1852.

## Descripción
Está diseñada en bóveda elíptica revestida completamente de los clásicos azulejos blancos biselados, con la única excepción del zócalo que es de color verde. Los paneles publicitarios emplean un fino marco dorado con adornos en la parte superior. Su iluminación ha sido renovada empleando el modelo vagues (olas) con estructuras casi adheridas a la bóveda que sobrevuelan ambos andenes proyectando la luz en varias direcciones. La señalización por su parte usa la tipografía CMP donde el nombre de la estación aparece sobre un fondo de azulejos azules en letras blancas. Por último, los asientos de la estación colocados en bloques de cuatro son rojos, individualizados y de tipo Motte.
En el proceso de renovación que se realizó en 2007 se retiró una pequeña exposición que se dedicaba al cantante francés Claude François, el cual vivió durante varios años en el cercano bulevar Exelmans. 